# Aphanogmus manilae
Aphanogmus manilae är en stekelart som först beskrevs av William Harris Ashmead 1904.  Aphanogmus manilae ingår i släktet Aphanogmus och familjen pysslingsteklar. Inga underarter finns listade i Catalogue of Life.